# Wesley Sena
Wesley Sena   (Campinas, 2 de maig de 1996) és un jugador de bàsquet professional brasiler que actualment juga al CB Prat a LEB Or. Amb 2.10 d'alçada, el seu lloc natural a la pista és el de pivot.

## Carrera esportiva
Sena és un jugador format al planter del Palmeiras, equip amb el qual va debutar a la lliga brasilera de bàsquet. L'any 2014 va fitxar pel Bauru, on jugaria durant dues temporades més al Brasil, i guanyaria la lliga Sudamericana i la Lliga Amèriques. El mes de juliol de 2016 va ser fitxat pel FC Barcelona per jugar amb el segon equip a LEB Or. Va debutar a l'ACB en el mes d'octubre d'aquell mateix any, en un partit contra el Betis. També va jugar les semifinals i la final de la Lliga Catalana i diversos partits de pretemporada. El mes de febrer es desvincula del club blaugrana. L'estiu de 2018 fitxa pel Club Bàsquet Prat, de la Lliga LEB Or.

### Internacional
Va ser bronze el 2013 amb la selecció brasilera sub17 al campionat sud-americà celebrat a Salto (Uruguai). L'any següent va ser internacional sub18 a la FIBA Americas sub18 celebrada a Colorado Springs (Estats Units). En 2016 va ser preseleccionat amb la selecció brasilera, per preparar els Jocs Olímpics de Rio de Janeiro 2016.